# Szakálháza

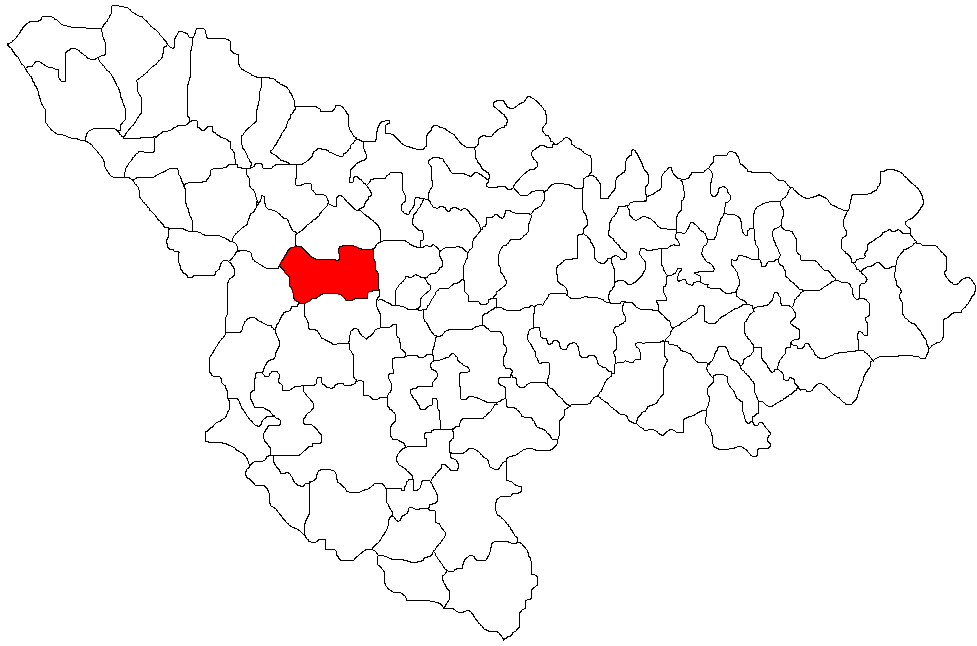
Lugar en donde está situado Szakálháza

Szakálháza (en alemán, Sackelhausen) es una localidad situada en el Condado de Timisoara, en Rumanía.
Históricamente fue mencionada en un diploma por vez primera en el año 1392, llamada entonces Zakalhaza. Pertenecía en aquellos tiempos a la familia Peterdi. En otro documento de 1479 aparecía como propiedad del condado Csanád.
En las décadas centrales del siglo XVIII, una comunidad de alemanes procedentes de Lorena y Mainz se estableció allí, llegando a ser, a principios del siglo XX, la mayoría de la población, siendo 3.435 residentes de los 3.655 habitantes totales. Estos alemanes étnicos son conocidos como suabos del Banato, pertenecientes el grupo mayor de suabos del Danubio. 
Tras el censo de 2011, la población ascendía a 7.204 personas.
- Datos: Q1014935